# Ульдурга (Бурятия)
Ульдурга́ (бур. Υльдэргэ) — село в Еравнинском районе Бурятии. Административный центр сельского поселения «Ульдургинское».

## География
Расположено большей частью на левом берегу реки Барун-Ульдурга (левая составляющая Ульдурги, притока Уды), в 88 км к юго-западу от районного центра, села Сосново-Озёрское, в 11 км к югу от посёлка Тужинка.

## История
Образовано в 1967 году путем объединения улуса Барун-Ульдурга и села Мухоршибирь

## Население
| 2002  | 2010  | 2012  | 2013  | 2014  | 2015  | 2016  |
| ----- | ----- | ----- | ----- | ----- | ----- | ----- |
| 1425  | ↘1363 | ↘1316 | ↘1292 | ↘1259 | ↗1260 | ↘1236 |
| 2017  | 2018  | 2019  | 2020  | 2021  | 2023  | 2024  |
| ↘1231 | ↘1198 | ↘1178 | ↘1140 | ↘968  | ↘938  | ↘892  |

## Инфраструктура
Средняя общеобразовательная школа, детский сад, библиотека, краеведческий музей, почтовое отделение, аптеки, АО «Электросвязь». В селе насчитывается 391 двор.

## Экономика
СПК «Ульдурга».

## Известные уроженцы
- Жанчипов, Булат Намдакович — российский бурятский поэт, писатель, журналист, Заслуженный работник культуры Бурятии, Заслуженный работник культуры России[16].
- Тогмитова, Намжилма Ламхановна — старший чабан совхоза «Удимский» Хоринского района Бурятской АССР, Герой Социалистического Труда[17].